# Zand-Avesta
Zand-Avesta znači tumačenja Staroavestičkoga teksta, odnosno komentari na temi Gâthâ. Termin je često krivo poistovječen mlađim Avestičkim jezikom, u kojem nalazimo prva tumačenja Staroavestičke gate. Međutim, sam termin Zand, izvorno označava sva tumačenja na temi Gâthâ. 
Sadašnji Parsi učenjaci shvaćaju Avesta kao izvorni tekst (n.pr. Gâthâ) i Zand kao Pahlavi komentar. Riječ "Avesta" vjerojatno je od sasanidskog doba. Pahlavi prijevod i objašnjenje (Zand) sastavljeni su pod složenicom "Avistak va Zand". (Neryosangh na sanskrtu koristi "avistavani vyakhyanamca" - Avestičko jezikoznanstvo").  
Već u razdoblju Sasanida Staroavestički tekst čitateljima je uglavnom bio nerazumljiv, ali prijevodi su bili napravljeni, pretpostavlja se u 3. stoljeću n. e., kada je Kerdîr, jedan svećenik citirao iz njih u jednom natpisu. Također se spominju u manihejskom tekstu, koji datira iz 3. – 4. stoljeća n.e. (U drugom manihejskom tekstu spomenuta su pet Gate po imenu). 
Zbog dvosmislenost Gate možemo bez oklijevanja pretpostaviti da je bilo raznolikih (i sumnjivih) tumačenja i komentara Staroavestičkoga jezika.   
Manihejski tekstovi mogu se koristiti, ali s oprezom, budući da su Mani i njegovi sljedbenici, svoja učenja (usvojena iz drugih religija) prilagodili vlastitom konceptu svijeta. U manihejskojskoj polemičkoj pjesmi (M28IRii1-4 vjerojatno iz 3. – 4. stoljeća) na temi Gâtha piše:
"I kažu da su Ohrmazd i Ahriman braća. I zbog ovog razgovora doći će do uništenja".
Tim nam je jasno da samo određeni komentari bjehu kanonizirani, n.pr. Yasna u Avesti, no s obzirom na to da obrađuju nama prilično zagonetnu zbirku, Gâthâ, oni su značajni u istraživanju i razumijevanju. Kako Yasna, posvećena vatri kaže u komentaru, "za raskrinkavanje i uklanjanje lopova prekršitelja, za raskrinkavanje i uklanjanje (onih) zandova kojim su zaposjeduti čarobnjaci". Y.61.3 Međutim "Yasna" bje kanonizirana upravo zbog dvosmislenost koja je u skladu sa staroavestičkom Gatom, pa je u tom djelu skoro jednako zagonetna. 

## Vanjske poveznice
- Zend-Avesta. Hrvatska enciklopedija (LZMK)